# Kvarteret Pygmalion

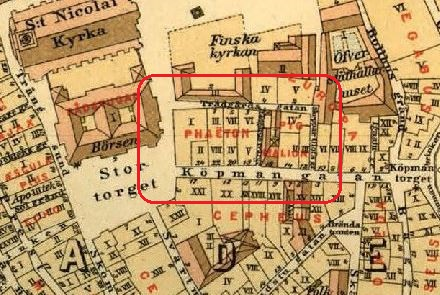
Kvarteren Phaeton och Pygmalion 1885.

Kvarteret Pygmalion är ett kvarter i Gamla stan, Stockholm. Kvarteret omges av Trädgårdsgatan, i norr, Trädgårdstvärgränd i väster, Köpmangatan i söder och Skeppar Olofs gränd i öster. Kvarteret består idag av fyra fastigheter: Pygmalion 1-3 samt 5.

## Namnet
Pygmalion var enligt grekisk mytologi en kung på Cypern. Han skapade en vacker kvinnobild av elfenben som han blev förälskad i och som kärleksgudinnan Afrodite därefter gav liv. Motivet upptogs i George Bernard Shaws  pjäs med samma namn.

## Kvarteret

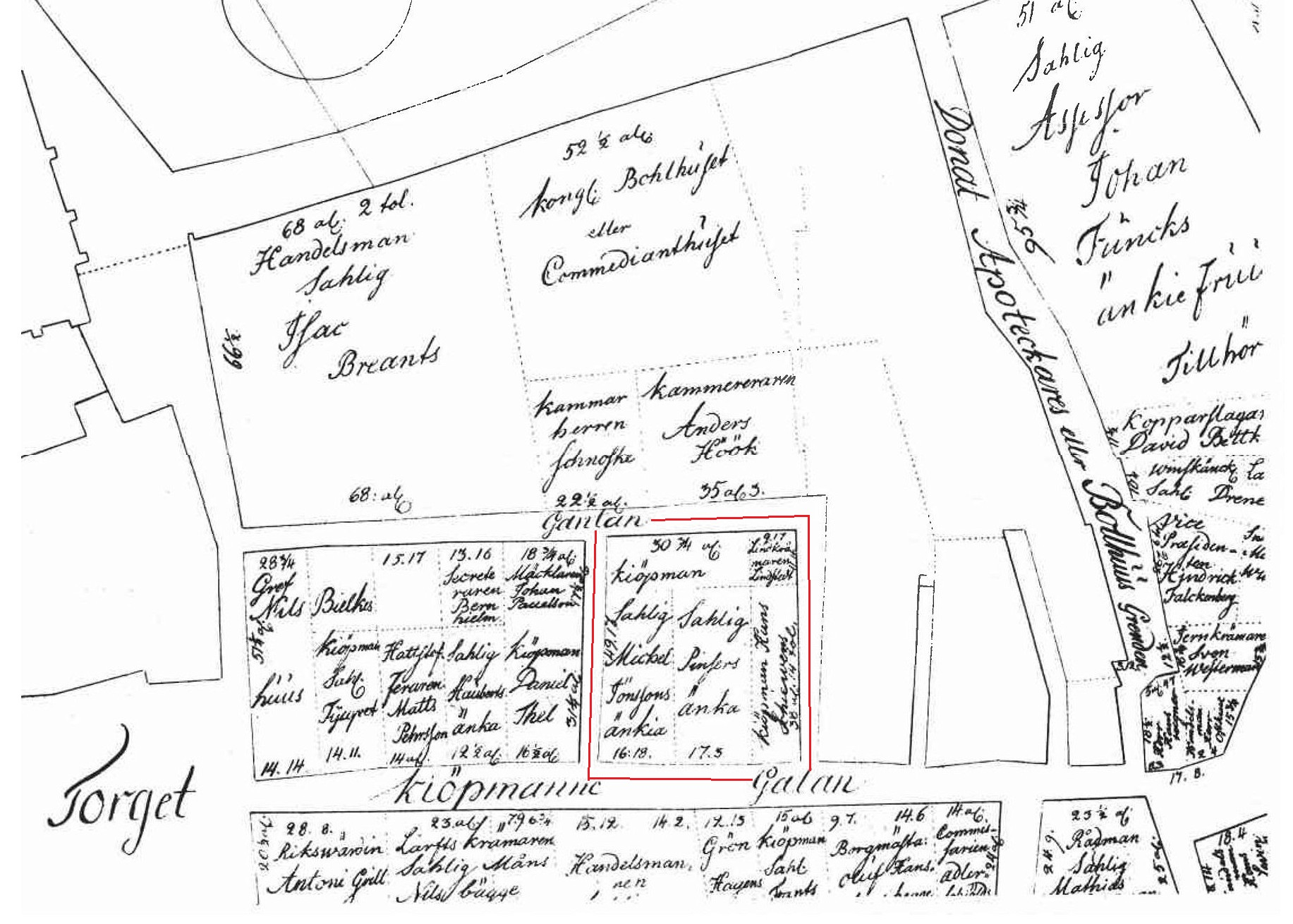
Tomtkarta från 1700.

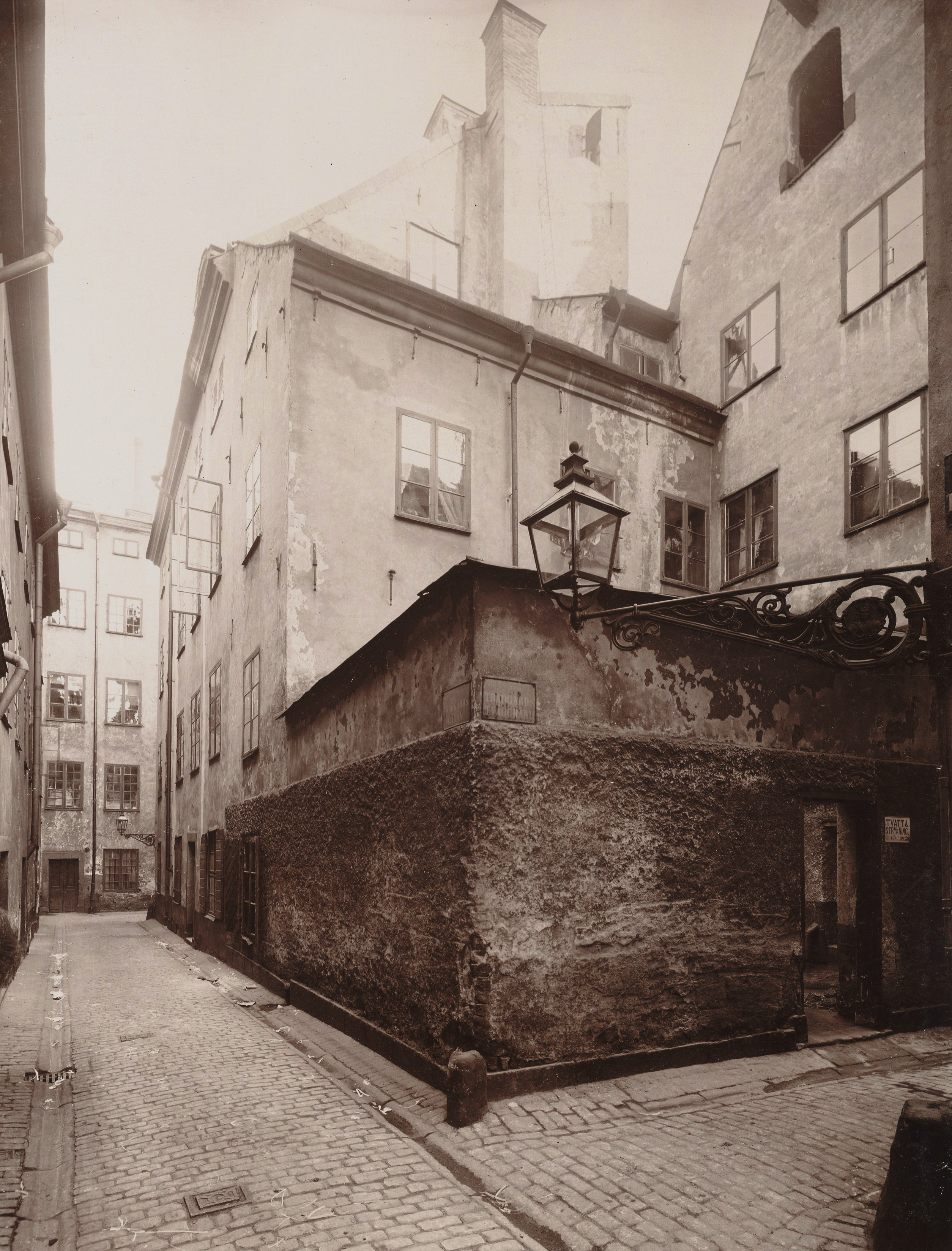
Kvarteret Pygmalion från Trädgårdsgatan 1902.

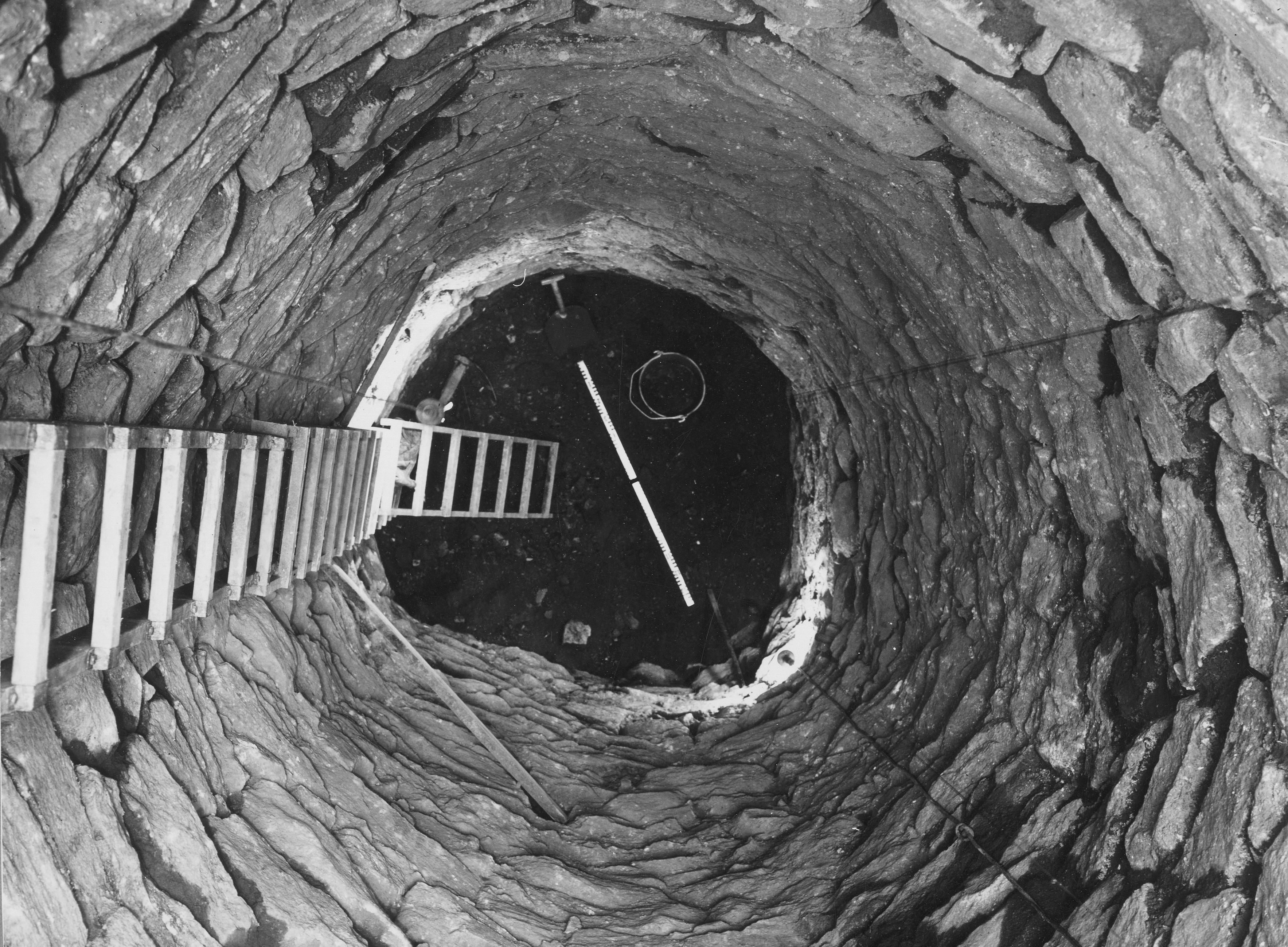
Brunnen i Pygmalion 1, 1965.

Kvarteret Pygmalion och grannkvarteret Phaeton ligger inom Gamla stans äldsta områden och innanför Stockholms stadsmur från 1200-talet. Stora delar av dagens bebyggelse innehåller medeltida byggnadsrester. 
Den äldsta kända uppgiften om fastighetsägare i kvarteret Pygmalion är en köpehandling från år 1438, då Petter Cruse sålde ett "hus med jord" (stenhus med gård) till skeppar Claus Tykeson. Det rörde sig om två tomter som motsvarar ungefär dagens Pygmalion 1 (Trädgårdsgatan / Trädgårdstvärgränd / Köpmangatan). I hörnet mot Trädgårdsgatan låg en offentlig brunn som Claus Tykeson ansåg var hans privata.
Brunnen dyker sedermera flera gånger upp i olika handlingarna gällande tvister huruvida offentligheten skulle ha fri tillgång till den eller inte. Den undersöktes även vid en arkeologisk utgrävning och uppmätning 1965. Brunnen visade sig vara stenklädd, cirka 14 meter djup och numera torr. Hörnet är än idag obebyggt och utgörs av en med en hög mur kringbyggd gård.
År 1648 förvärvade handelsmannen Mikael Jönsson Strömberg fastigheten Pygmalion 1 och egendomen kallades därefter Mikael Jönsson hus. Hans änka, Margareta Zachrisdotter, utökade fastighetsinnehavet år 1715  med hörntomten Pygmalion 4 (Trädgårdsgatan / Skeppar Olofs gränd), som tidigare ägdes av linhandlaren Lindstedt och kallades därför Lindstedtska huset.
Pygmalion 5 (tidigare 4, Trädgårdsgatan 1) kallas Grevesmühlska huset efter köpmannen Carl Henrik Grevesmühl (1712-1782) av släkten Grevesmühl,  som ägde huset under tre år mellan 1750 och 1753. Han grundade Grevesmühlska handelshuset i Stockholm där han bedrev möbelhandel i Storkyrkobrinken. Han lät inreda sitt hörnhus vid Trädgårdsgatan 1 med påkostat 1700-tals interiör som fullbordades under nästa ägare, sidenhandlaren Jonas Norin. 
I Skeppar Olofs gränd märks en överbyggnad med valv mot Köpmangatan som uppfördes 1570 mellan fastigheterna Pygmalion 3 och Europa 6. Det var rådmannen, sedermera borgmästaren Olof Gregersson och borgaren Tomas Andersson, som hade kommit överens om att emellan bägges deras hus och murar här uppå Köpmangatan, rätte hörnhusen i Skeppar Olofs gränd, haver låtit välva och mura sig ett sveckbåge välvt rum...
Skeppar Olofs gränd nr 1 har sitt gamla husnummer (No 176) i behåll enligt de tomtnummer som användes mellan 1729 och 1810 i Gamla stan. Huset Pygmalion 3 ägdes mellan 1844 och 1846 av författarinnan Sara Wacklin. En stentavla uppsatt av staden Uleåborg 1971 påminner om det. Hon dog här 1846 i sviterna av en lunginflammation.
Hela kvarteret rustades upp på 1960- och 1970-talen då lägenheter slogs ihop och moderniserades. För Pygmalion 1-3 ansvarade arkitekt Arthur von Schmalensee och för Pygmalion 4 arkitekt Per-Olof Olsson.

## Nutida bilder

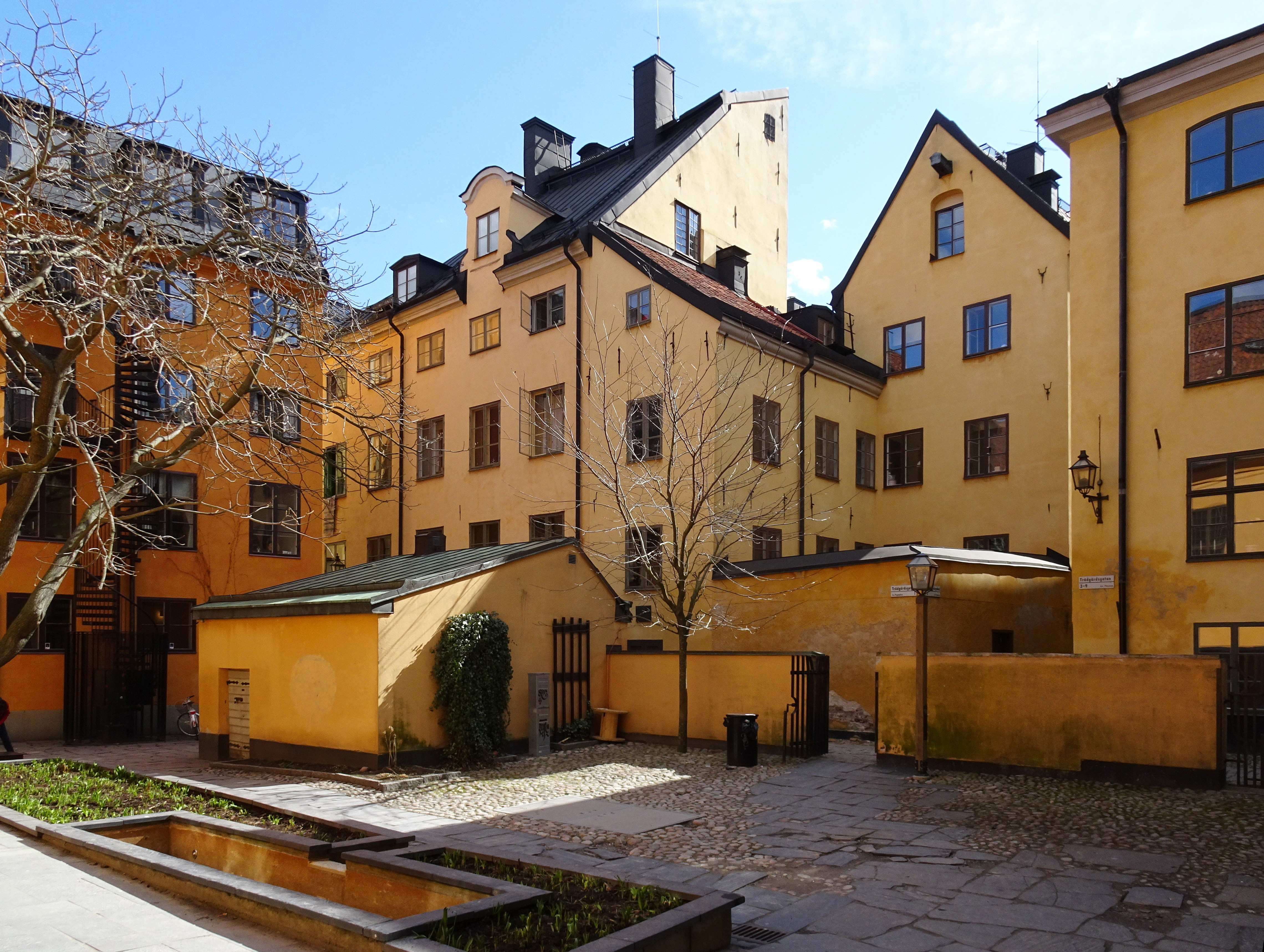
Kvarteret Pygmalion, vy från Bollhustäppan
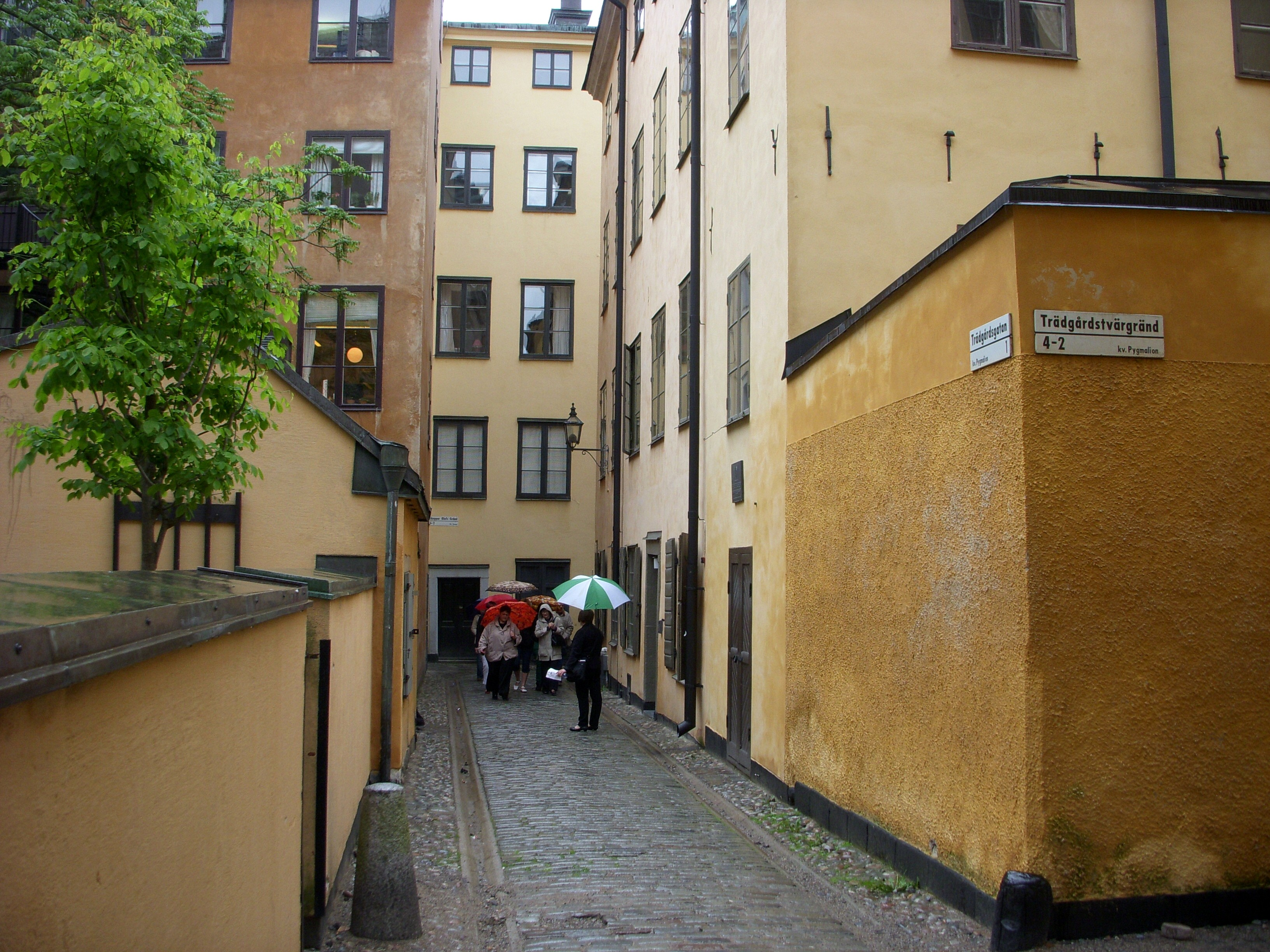
Trädgårdsgatan: Pygmalion till höger och Europa till vänster
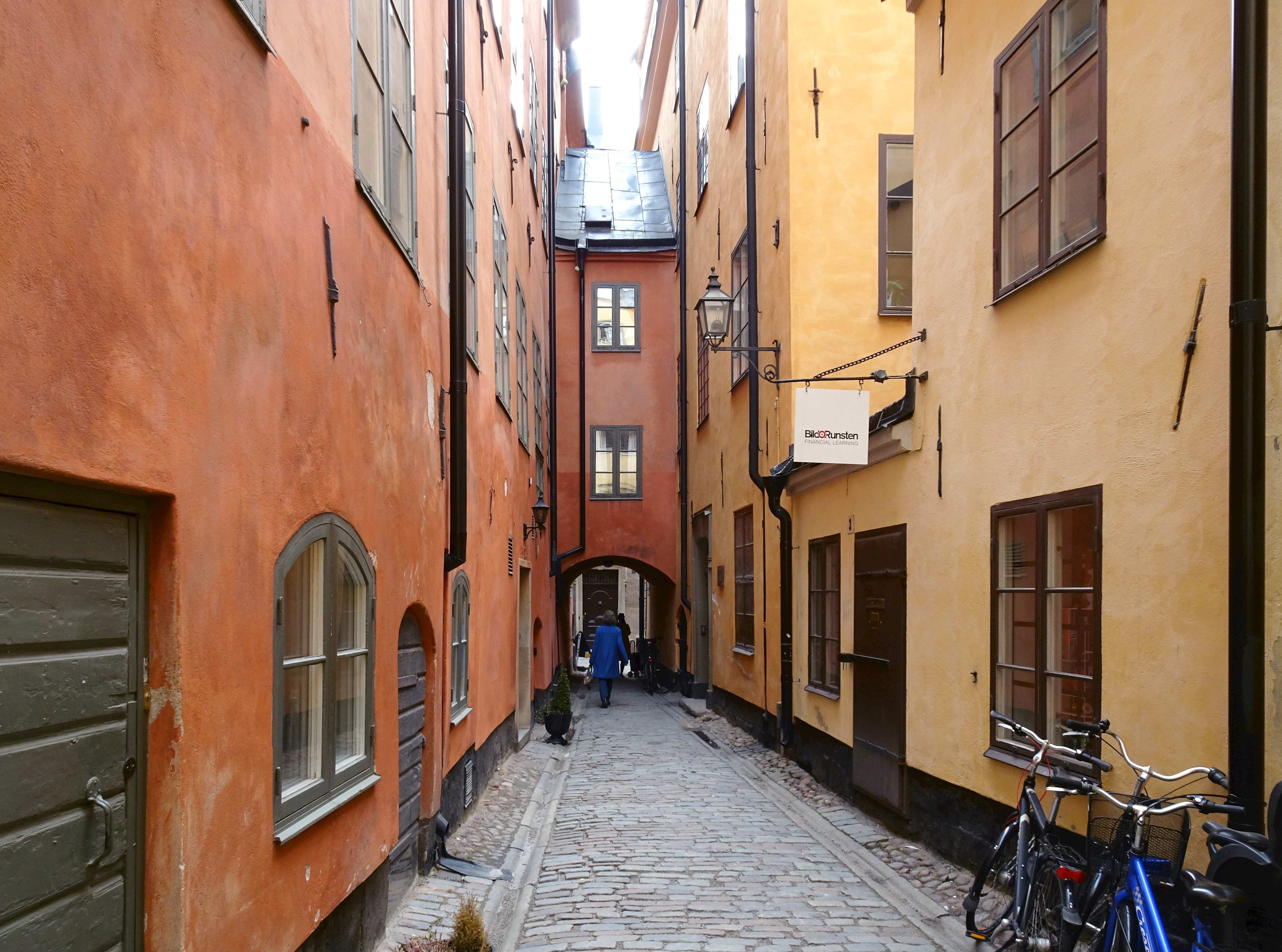
Skeppar Olofs gränd: Pygmalion till höger och Europa till vänster
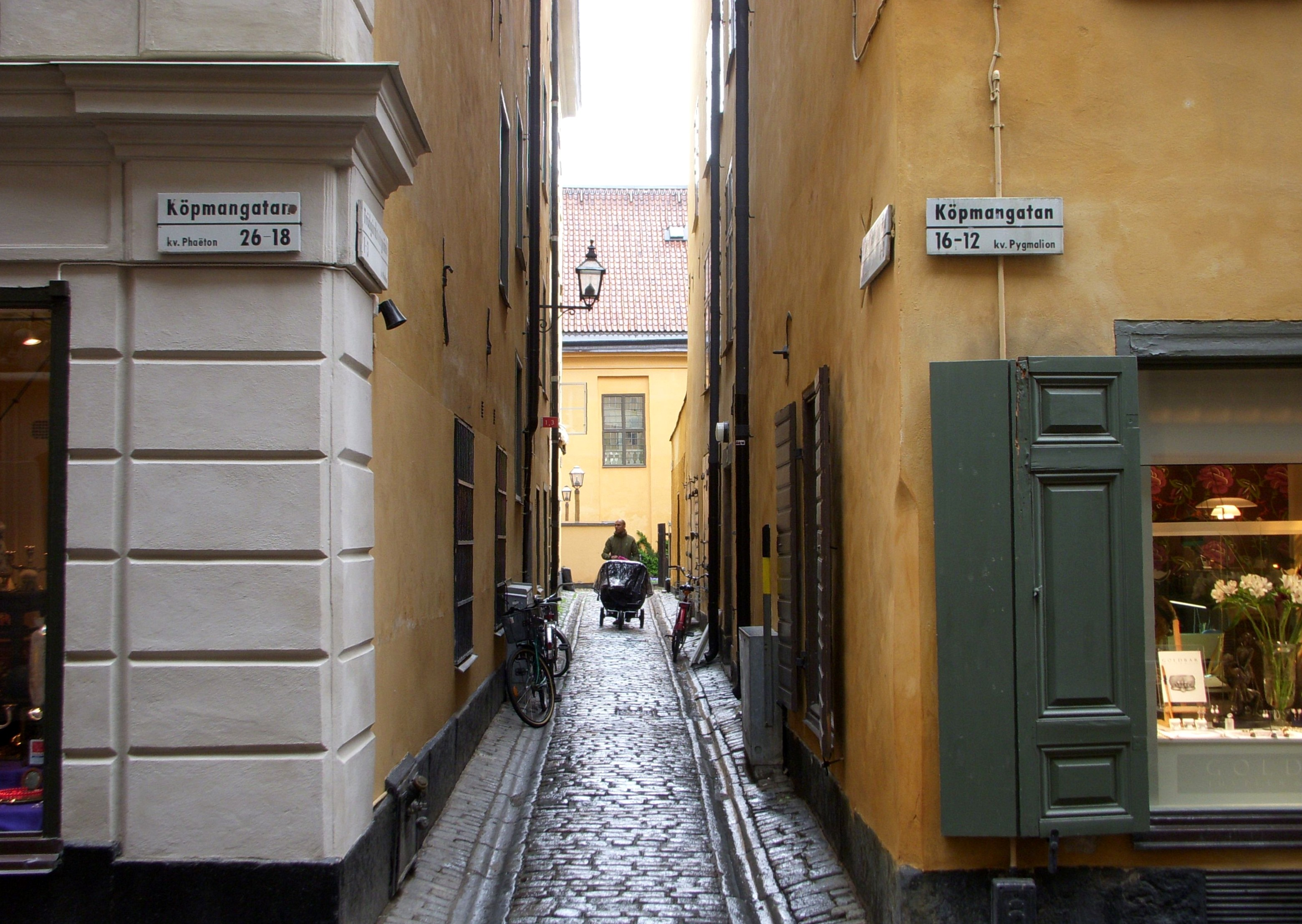
Trädgårdstvärgränd: Pygmalion till höger och Phaeton till vänster